# حسن أباد (سردشت)
حسن أباد هي قرية في مقاطعة سردشت، إيران. عدد سكان هذه القرية هو 65 في سنة 2006.